# Salzachseesiedlung

Die Salzachseesiedlung liegt im Norden der Stadt Salzburg. Sie gehört zum Stadtteil Liefering und ist allseits von Grünland umgeben. Im Süden bildet die Autobahn die Grenze zu Liefering-Lehenau. Mit fast 2.000 Einwohnern ist die Salzachseesiedlung mit Abstand die größte Salzburger Siedlung. 

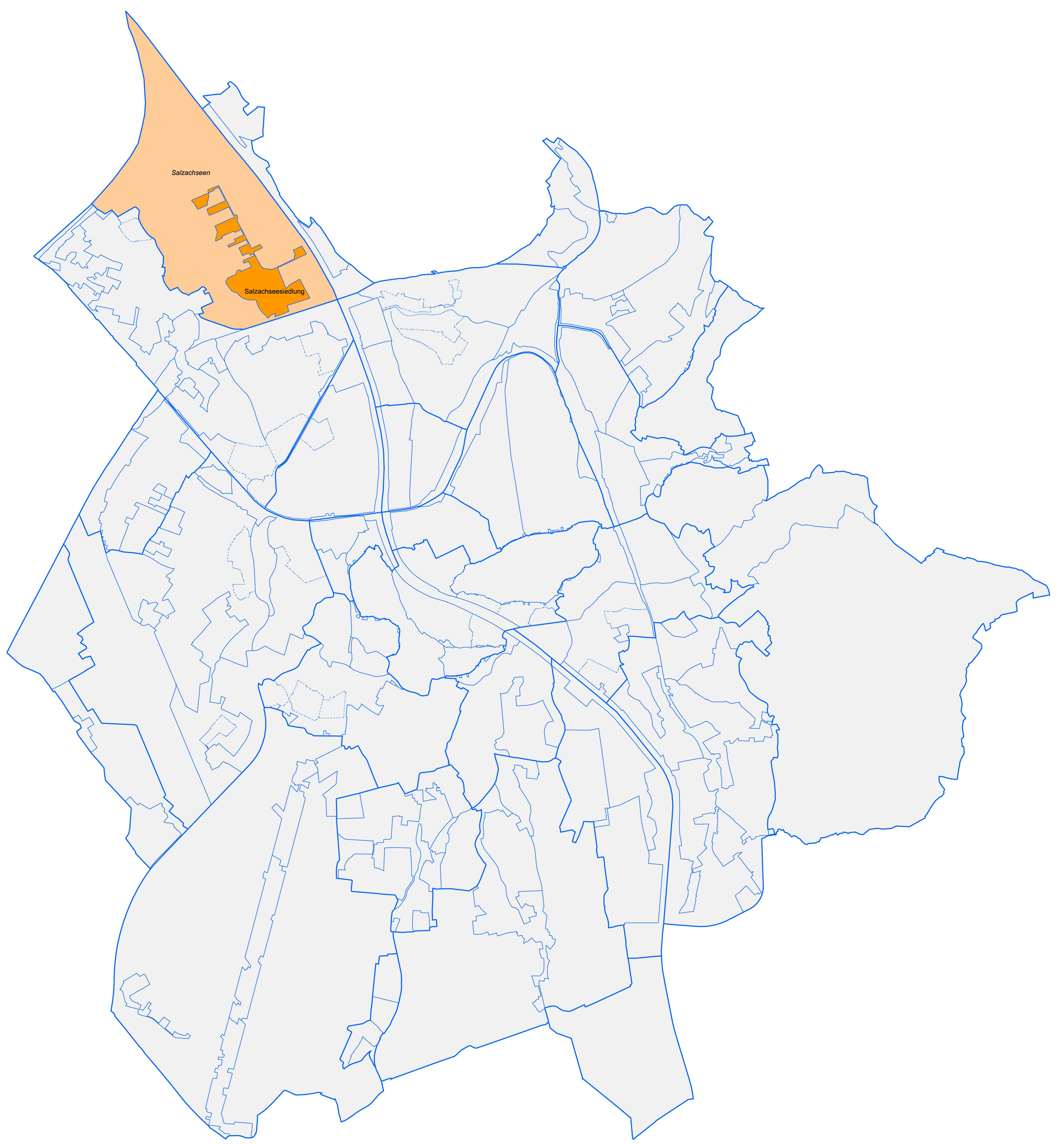
Die Salzachseesiedlung und der umgebende Grünraum in Liefering

## Die Salzachseen
Die Salzachseen entstanden 1938 und in den folgenden Jahren durch Ausbaggerung des Salzachschotters im Norden Lieferings, um so die erhöhte Böschung der neu entstehenden Reichs-Autobahn (heute A 1) zu bauen. Diese Autobahn wurde im Stadtgebiet Salzburg erst nach dem Zweiten Weltkrieg zur Gänze fertiggestellt und erst um 1955 offiziell dem Verkehr übergeben. Zwischenzeitlich diente sie als Strecke für Motorsportveranstaltungen.
Später erfolgte ein Schotterabbau im Raum Salzachsee auch für Wohnbauzwecke. Salzachnahe erfolgte keine nachfolgende Auffüllung der ausgebaggerten Auflächen, sondern deren Rekultivierung als Erholungsraum. Auch das Umfeld des späteren „Badesees“ wurde nicht ausgekoffert.
Durch die Schotterentnahme entstanden östlich der Schmiedingerstraße der „Vogelsee“ (der südlichste See), der am fernab von einer intensiven Erholungsnutzung einst als Lebensraum seltener Vogelarten bekannt war, der „Große Salzachsee“ und der „Badesee“, der heute als beliebter Badesee dient. Westlich der Straße findet sich der „Karlsbader Weiher“, benannt in Erinnerung an die Stadt Karlsbad im einstigen Böhmen und heutigen Tschechien, von wo nicht wenige Flüchtlinge nach Salzburg kamen, um hier eine neue Heimat zu finden. Weitere kleine Seen und Teiche im privaten Eigentum beleben heute die Umgebung dieser im Wesentlichen künstlich geschaffenen Seen am Rande des einstigen mächtigen Auwaldsaumes der Stadt Salzburg mit einst vielen Nebenarmen und Altarmen der Salzach.

## Die Salzachseedeponie
Die Salzachseedeponie ist bis zu 8 m mächtig und ist von der Anlage her nicht als geordnete Mülldeponie zu bezeichnen. Vor allem unterblieb hier eine fachgerechte Abdeckung der Deponie etwa mit wasserdichtem Lehmmaterial. 1966 wurde diese Deponie in weiten Teilen geschlossen und mit der Rekultivierung der Müllflächen begonnen. Kleinflächig wurde sie aber noch bis etwa 1969 weiter betrieben. Seit Schließung dieser Deponieflächen wird der Müll nach Siggerwiesen verbracht, wo – unter Beachtung der neuen umweltfachlichen Forderungen – der Müll in den dortigen modernen Umweltschutzanlagen Siggerwiesen weiterarbeitet wird. Längst wird hier nur mehr die Asche des verbrannten Restmülls abgelagert.
Die erste große Mülldeponie der Stadt Salzburg war in der Zwischenkriegszeit salzachnah zuerst im Raum der heutigen Gewerbeschule nächst der Lehener Brücke und wurde danach in den Bereich der heute asphaltierten Flächen des Salzburger Ausstellungszentrums Messezentrum verlegt. Die Mülldeponie wanderte vor der sich erweiternden Stadt also immer weiter salzachabwärts.
Nach dem Zweiten Weltkrieg bis etwa 1969 wurde im Raum der einstigen Lieferinger und Bergheimer Au am linken Ufer der Salzach der Gewerbemüll und der Hausmüll in die tief ausgebaggerten Kiesgruben hinein abgelagert und verdichtet. (Zu den heutigen Altlasten, die daraus entstanden, siehe Landschaftsschutzgebiet Salzachsee-Saalachspitz.) Am Rande dieser Deponie entstand in den Nachkriegsjahren die Salzachsiedlung, die jahrzehntelang sehr unter dem Staub der Müllfahrzeuge und dem Gestank der Deponie zu leiden hatte und so nicht zu den Nobelsiedlungen der Stadt zählte.

## Die Salzachseesiedlung heute
Nach Schließung der großen Salzachsee-Mülldeponie entwickelte sich der früher etwas „verstaubte“ Stadtteil zu einer sehr gepflegten Siedlung am Stadtrand von Salzburg. Die dortigen Straßen sind im Norden vielfach nach heimischen Fischarten benannt (Brachse, Zander, Hecht, Stör). Im älteren Südteil mit der dort dichteren Verbauung sind die Straßen nach frühen bayrischen Herzögen (Theodo, Tassilo, Ottilo, Hugbert) benannt. Vor allem der Nordteil der Siedlung ist wesentlich von Ein- und Zweifamilienhäusern und deren Gärten geprägt.